# هورزت کارزتن
هورزت کارزتن (آلمانی: Horst Karsten؛ زادهٔ ۱ ژانویهٔ ۱۹۳۶) سوارکار اهل آلمان بود.